# Sân bay Murmansk
Sân bay Murmansk (tiếng Nga: Аэропорт Мурманск) (IATA: MMK, ICAO: ULMM) là một sân bay quốc tế ở Murmansk, Nga. Sân bay này nằm gần thị xã Murmashi ở ngoại ô phía nam Murmansk, 24 km bên ngoài trung tâm thành phố.
Năm 2006, sân bay này đã phục vụ 276.599 lượt khách. Năm 2004, sân bay này đã đạt đỉnh cao về lượng khách với 303.432 lượt khách.

## Các hãng hàng không và các điểm đến
- Aeroflot (Moskva-Sheremetyevo)
  - Aeroflot-Don (Moskva-Sheremetyevo)
  - Aeroflot-Nord (Archangelsk, Moskva-Sheremetyevo, Tromsø)
- Karat (Moskva-Domodedovo)
- Rossiya (Sankt Peterburg)
- Sky Express (Moskva-Vnukovo)
- Widerøe (Kirkenes)